# Offside
Offside és una revista sueca de futbol de publicació bimensual. Pren el seu nom de la norma de futbol del fora del joc. La revista es va estrenar el març de 2000 i va tenir una circulació mitjana de 18.400 exemplars a mitjans de 2005. Cada edició compta amb unes 130 pàgines, amb entre tres a cinc articles llargs de 10 a 30 pàgines i diverses entrevistes i reportatges més curtes que cobreixen els esdeveniments esportius d'arreu del món. En ocasió de grans actes futbolístics distribueix números especials.
Els dos editors de Offside, Mattias Göransson i Tobias Regnell va guanyar el premi de periodisme Stora Journalistpriset el 2002 pel seu «coneixement, amor i sentint per l'esport, havent mogut les fronteres del periodisme esportiu». Ha influenciat altres publicacions esportives, com Panenka.